# Khors
Khors — український блек-метал-гурт, утворений у 2004 році в Харкові колишнім бас-гітаристом Astrofaes Khorus'ом. За час свого існування колективом записано сім повноформатних альбомів, міні-альбом, два концертні альбоми та три DVD. Гурт веде активну гастрольну діяльність та виступав з такими колективами як: Enslaved, Moonspell, Behemoth, Gorgoroth, Nokturnal Mortum і Темнозорь.

## Історія гурту
Гурт утворений 2004 колишнім бас-гітаристом Astrofaes Khorus'ом, який покинув колектив з метою створення власного гурту. У серпні 2004 року до гурту як ударник був запрошений Khaoth, колишній учасник колективів Hate Forest, Astrofaes та Tessaract. Пізніше до складу гурту був запрошений гітарист та вокаліст Helg, який раніше був учасником колективу Runes Of Dianceht. Вже наприкінці 2004 року учасники розпочали запис свого дебютного альбому The Flame of Eternity's Decline на студії Audio Alchemia. Допомогу в запису надав клавішник блек-метал-гурту Nokturnal Mortum Saturious та гітарист колективу Finist Wortherax. Робота над записом була закінчена на початку 2005. Зведенням та мастерингом альбому займалися на московській студії Buddha Cat. Альбом вийшов у квітні 2005 на лейблі Oriana Music. Того ж року колектив брав участь в «Коловороті». Восени цього ж року до гурту приєднується колишній учасник Nagual Nort. Саме з його приходом формується перший склад та колектив Khors починає свою концертну діяльність.
Після невеликого туру містами України гурт знову вирушає у студію для запису чергового альбому. Робота над другим альбомом була розпочата в лютому 2006 року на студіях M-Art і Audio Alchemia. У записі знову брали участь Saturious та Wortherax. Зведенням та мастерінгом займалися також у московській студії Buddha Cat. Альбом отримав назву Cold і був випущений силами Oriana Music в грудні 2006 року. Незабаром гурт вирушає у тур містами України та Росії.
Восени 2007 учасники Khors вирушають на київську студію Blacklight для запису чергового альбому. Запис було закінчено влітку 2008. Водночас англійський лейбл Heidenwut Production спільно з українським Ancient Nation Productions випускають альбом Cold на вінілі, а Eclectic Productions випускає DVD під назвою Cold Ways, що надає бутлег, знятий під час концертної діяльності гурту. До кінця 2008 третій альбом, що отримав назву Mysticism виходить у форматі діджіпак CD на американському лейблі Paragon Records, а в 2009 російський лейбл Irond Records випускає спеціальне видання альбому Mysticism для жителів країн СНД. Гурт вирушає в тур містами України. У середині року в колективі відбуваються перші зміни складу: гітариста Nort'а змінює Warth, який раніше працював з гуртом Faces Of Death.
До запису свого четвертого альбому колектив приступає в лютому 2010 у київській студії Blacklight. Запис був завершений у червні цього ж року. Альбом, що отримав назву Return To Abandoned в грудні виходить на Paragon Records і на Irond Records спеціально для жителів країн СНД. У цьому ж році Paragon Records випускає перевидання перших двох альбомів The Flame of Eternity's Decline і Cold, а англійська Heidenwut Productions випускає перевидання альбому The Flame of Eternity's Decline. Влітку 2010 року Helg змушений покинути Khors, а його місце займає Jurgis, колишній учасник колективів Gurgabs, Вайтмара і Faces Of Death. У 2011 лейбл Eclectic Productions випускає другий DVD гурту під назвою Winter Stronghold, а вже влітку 2011 року гітарист гурту Warth раптово залишає команду, а на його місце повертається Helg, гітарист оригінального складу гурту. Влітку 2011 року гурт виступає на фестивалі Kilkim Žaibu в Литві, а пізніше вирушає в перший європейський тур разом з колективом Ancestral Volkhves.
У вересні 2011 року колектив розпочинає запис свого п'ятого альбому, який буде завершений лише в лютому 2012 року і отримає назву Wisdom Of Centuries (оригінальна назва «Мудрість століть»), перший українськомовний реліз гурту. На підтримку нового альбому гурт виступає на фестивалях OST fest і Metal Crush в Румунії, словацькі Noč Besov і Pagan fest, а також українські Oskorei fest, Metal Head's Mission.
У 2013 році гурт працює над новим матеріалом і займається концертною діяльністю. Колектив відвідав з концертами Молдову, Польщу, Литву, Словаччину, Білорусь, Голландію, виступав на фестивалях Kilkim Žaibu, Black Metal v Noc Kupały, Gothoom fest, Aurora Infernalis, Uzhgorerot.
Запис шостого альбому розтягнулася з січня 2014 року до кінця літа, пізніше гурт виступає на чеському фестивалі Hell Fast Attack, а восени вирушає в словацький тур разом з колективами Lunatic Gods і Silent Stream Of Godless Elegy.
У квітня 2015 лейбл Candlelight Records випускає шостий альбом, який отримав назву Night Falls Onto The Fronts Of Ours (оригінальна назва «І Ніч Схиляється До Наших Лиць».
За час свого існування Khors відіграли понад п'ятдесят концертів в Україні, Росії, Білорусі та Молдові з такими гуртами як: Enslaved, Samael, Cynic, Moonspell, Behemoth, Gods Tower, Dub Buk, Gorgoroth, Obtest, Nokturnal Mortum, Темнозорь, Tessaract та багатьма іншими. Колективом випущено п'ять повноформатних альбомів і два концертні DVD.

## Дискографія

### Студійні альбоми
- 2005 — The Flame of Eternity's Decline (Oriana Music)
- 2006 — Cold (Oriana Music)
- 2008 — Mysticism (Paragon Records)
- 2010 — Return To Abandoned (Paragon Records)
- 2012 — Мудрість Століть (Candlelight Records)
- 2015 — І ніч схиляється до наших лиць (Candlelight Records)
- 2020 — Де Слово Набуває Вічності (Ashen Dominion)
- 2024 — Letters to the Future Self (Листи майбутньому собі) (Drakkar Productions)[2]

## Відеографія

### DVD
- 2008 — Cold Ways (Eclectic Productions)
- 2011 — Winter Stronghold (Eclectic Productions)

## Склад

### Нинішній склад
- Jurgis — вокал, гітара
- Khorus — бас-гітара
- Khaoth — ударні
- Andres – гітара

### Колишні учасники
- Helg — вокал, гітара
- Warth — гітара
- Nort — гітара

| Jurgis | Helg | Khorus | Khaoth |